# Le Secret : Tous les rêves sont permis
Pour plus de détails, voir Fiche technique et Distribution.
Le Secret : Tous les rêves sont permis ou Le Secret: Oser le rêve au Québec (The Secret: Dare to Dream) est une comédie romantique américaine coécrite et réalisée par Andy Tennant, sortie en 2020,. Il s'agit de l'adaptation du roman Le Secret (The Secret) de Rhonda Byrne (2006).

## Synopsis
Miranda Wells (Katie Holmes) est une jeune veuve qui travaille dur pour élever elle-même ses trois enfants. Un jour, une tempête dévastatrice passe et elle rencontre Bray Johnson (Josh Lucas), un homme à tout faire mystérieux. La présence de Bray et sa croyance en la puissance de la pensée positive ravivent l’esprit de la famille, mais il porte un secret qui pourrait tout changer,.

## Fiche technique
Sauf indication contraire, les informations mentionnées dans cette section peuvent être confirmées par la base de données cinématographiques IMDb,  présente dans la section « Liens externes ».
- Titre original : The Secret: Dare to Dream
- Titre français : Le Secret : Tous les rêves sont permis
- Titre québécois : Le Secret: Oser le rêve
- Réalisation : Andy Tennant
- Scénario : Bekah Brunstetter, Rick Parks et Andy Tennant, d'après le roman Le Secret (The Secret) de Rhonda Byrne (2006)[3]
- Musique : George Fenton
- Direction artistique : Natasha Gerasimova
- Décors : Denny Dugally
- Costumes : Annie Bloom
- Photographie : Andrew Dunn
- Montage : Troy Takaki
- Production : Rhonda Byrne, Robert W. Cort, Joe Gelchion, Matthew George et Robert Katz

Production déléguée : Skye Byrne, Frank Fertitta, Lorenzo Fertitta, Elissa Friedman, Paul Harrington et Christopher H. Warner
- Sociétés de production : Savvy Media Holdings, Robert Cort Productions, Covert Media, Illumination Productions, Shine Box et Tri G
- Société de distribution : Roadside Attractions et Gravitas Ventures
- Pays d'origine :  États-Unis
- Langue originale : anglais
- Format : couleur
- Genre : comédie romantique
- Durée : 107 minutes
- Dates de sortie :
  - États-Unis : 31 juillet 2020
  - France : 22 octobre 2020 (internet)

## Distribution
- Katie Holmes (VF : Alexandra Garijo) : Miranda Wells
- Josh Lucas (VF : Adrien Antoine) : Bray Johnson
- Jerry O'Connell (VF : Thierry Wermuth) : Tucker
- Celia Weston : Bobby
- Sarah Hoffmeister (VF : Clara Soares) : Missy Wells
- Aidan Brennan : Greg Wells
- Chloe Lee : Bess Wells
- Katrina Begin : Jennifer
- Sydney Tennant : Sloane

Version française
- Société de doublage : Nice Fellow
- Direction artistique : Jonathan Dos Santos

## Production

### Développement et attribution des rôles
En août 2017, on annonce que Katie Holmes sera de la distribution du film, avec Andy Tennant en tant que réalisateur et scénariste aux côtés des scénaristes Bekah Brunstetter et Rick Parks, adaptant le roman Le Secret (The Secret) de Rhonda Byrne (2006). Ce livre a été traduit en cinquante langues, et apparaît dans la rubrique des meilleures ventes dans The New York Times depuis 190 semaines.
En septembre 2018, Josh Lucas rejoint la distribution. En novembre, c'est le tour de Jerry O'Connell et Celia Weston.

### Tournage
Le tournage a lieu à La Nouvelle-Orléans en Louisiane, dès le 30 octobre 2018.